# اچ‌ام‌اس نابوب (دی۷۷)
اچ‌ام‌اس نابوب (دی۷۷) (به انگلیسی: HMS Nabob (D77)) یک کشتی بود که طول آن ۴۹۵ فوت ۷ اینچ (۱۵۱٫۰۵ متر) بود. این کشتی در سال ۱۹۴۳ ساخته شد.